# Gråsten
 Denne artikel omhandler en by i Sønderjylland. Opslagsordet har også en anden betydning, se Gråsten (Ærø).
Gråsten (tysk: Gravenstein) er en by på halvøen Sundeved i Sønderjylland med 4.336 indbyggere  (2024), beliggende 16 km nordøst for Kruså, 22 km sydøst for Aabenraa og 16 km vest for Sønderborg. Gråsten hører til Sønderborg Kommune og ligger i Region Syddanmark.

## Geografi
Gråsten er opstået ved Gråsten Slot og anlagt i lavtliggende terræn ved en række småsøer på grænsen mellem bakket morænelandskab mod vest og fladere slettelandskab mod øst. Byen ligger ved Nybøl Nor. Den sydlige bydel Alnor er forbundet med Egernsund og Broager Land via en 240 m lang vejbro over norets munding. Fra byen er der 8 km til Sønderborgmotorvejens frakørsel 14 Gråsten.

## Kirke og slot
Gråsten hører til Gråsten Sogn. Gråsten Slotskirke er sognets eneste kirke efter at Adsbøl Sogn, der tidligere var et kirkedistrikt i Gråsten Sogn, blev et selvstændigt sogn i 2010. Slotskirken er den eneste del af slottet, der er åbent for publikum – resten er kongelig residens. I 1936 begyndte kronprinsparret (senere kong Frederik 9. og dronning Ingrid) at benytte slottet som sommerresidens, hvilket blev en tradition, som dronning Ingrid holdt fast ved i over 60 år til sin død i 2000, kun afbrudt af Besættelsen.
Byens største seværdighed er Gråsten Slotshave, en romantisk landskabshave på 99.000 m². Den er åben i dagtimerne året rundt, når den kongelige familie ikke opholder sig på slottet.

## Faciliteter
Gråsten Skole har 520 elever, fordelt på 0.-9. klassetrin. Idrætshallen Ahlmannsparken er opkaldt efter den driftige købmand Otte Frederik Ahlmann, der kom til byen i 1809.
Gråsten Landbrugsskole blev indviet i 1924. Den har plads til 160 elever, hvoraf ca. 130 personer kan bo på skolen. Der er konferencefaciliteter, som kan rumme fra 15 til 150 personer, og fritidsfaciliteter, herunder egen idrætshal og motionslokaler.
Den Gamle Kro blev opført af en urmager i 1747, men omdannet til værtshus i 1852. Den har siden været spisested, og den har 8 værelser på det nærliggende Hotel Egely Garni. Ugeavisen Gråsten Avis / Bov Avis udgives i byen i et oplag på 15.886 eksemplarer. Det lille Teater Gråsten er et amatørteater, oprettet i 1972.

## Historie
Gråsten nævnes første gang i 1648 under det tyske navn Grauenstein, som senere blev til Gravenstein. Omkring år 1700 lå der en samling småhuse langs søens sydlige bred til brug for slottets betjente. De levede dog ikke alene af tjenesteydelser til slottet, men også af håndværk og handel med omegnens bønder. I slutningen af 1700-tallet blev der bygget skole og fattighjem. I midten af 1800-tallet blev en sparekasse oprettet, og der kom teglværker omkring Nybøl Nor og en ladeplads ved fjorden. I 1857 fik byen bedre forbindelser med sit opland ved etableringen af en ny landevej mellem Flensborg og Sønderborg. Gråsten havde ca. 600 indbyggere i 1860.

### Slutningen af 1800-tallet
Under krigen i 1864 oplevede gråstenerne danske og tyske troppetransporter gennem byens gader mod Dybbøl, men byen var ikke direkte skueplads for krigsbegivenhederne. Mens Sønderjylland var indlemmet i Preussen og senere det tyske rige, var der fortsat vækst og økonomisk fremgang. Gråsten Havn blev i 1866 anløbsplads for dampskibe, som sejlede på Flensborg Fjord.
I 1882-83 blev det store kurhotel opført. Det blev i 1956 til det landskendte Kong Christian X's Gigthospital, som der nu er plan om at flytte til Sønderborg Sygehus i 2018.

### Jernbanen
Gråsten fulgte fra 1890'erne den generelle økonomiske udvikling. Byen fik i 1901 jernbanestation på Sønderborgbanen, som stadig drives mellem knudepunktet Tinglev og Sønderborg. To år før var byen blevet endestation på de smalsporede Aabenraa Amts Jernbaners linje Aabenraa-Gråsten (1899-1926). Amtsbanestationen er bevaret på Kongevej 80 over for DSB-stationen. Amtsbanens tracé er bevaret som grussti på 1 km langs statsbanen mellem Sønderborg Landevej og Kongevej.

### Genforeningssten
Hvor Felstedvej munder ud i Slotsbakken og der også er mindesten for Kong Frederik 9. og Dronning Ingrid, står en sten der blev rejst i 1930 til minde om Genforeningen i 1920.

### Efter Genforeningen
Folketallet var i 1921 vokset til 1.549. Væksten blev yderligere forstærket efter Genforeningen i 1920 med bygning af flere skoler, øget turisme og flere veje omkring byen. Gråsten blev tildels en administrationsby, der var præget af et omfattende villabyggeri. I 1930'erne havde byen også fået tinghus, teknisk skole, husholdningsskole, Grænsegendarmeriets hovedsæde, flere hoteller, jernstøberi/maskinfabrik og andelssvineslagteri. Indtil Gråsten Slot blev kongelig residens, var her dommerkontor, politikontor og bibliotek med foredragssal.

### Gråsten Kommune
Ved Torvet blev der i 1954 bygget et rådhus, der blev sæde for Gråsten Kommune. Den bestod af Gråsten-Adsbøl, Kværs og Rinkenæs Sogne og havde 6.339 indbyggere (per 1. januar 1970). Ved kommunalreformen i 2007 indgik Gråsten Kommune i den nye Sønderborg Kommune sammen med 6 andre kommuner på Sundeved og Als.

## Erhvervsliv
Industrikoncernen Danfoss har en stor fabrik i byen. Danfoss i Gråsten beskæftiger omkring 1.250 medarbejdere i produktion, salg/marketing og produktudvikling samt administrative funktioner og er et af de tre hovedkvarterer i Danfoss Power Electronics – de andre ligger i USA og Kina.
I 1947 grundlagde Johannes Rasmussen Graasten Salater i et nedlagt mejeri. I 2003 fusionerede virksomheden med den norske Agra-koncern, og i 2008 blev den lagt sammen med Stryhns A/S. Der er nu 90 ansatte, og produkterne markedsføres stadig under navnet Graasten.
Gråsten Teglværk er et af de kun 5 teglværker, der er tilbage under Egernsund Tegl, som i 1894 blev stiftet som en sammenslutning af 33 teglværker – men produktionen er steget fra 53 millioner til 101 millioner mursten om året. Gråsten Teglværk er startet i 1903 af hertug Ernst Günther, der ejede Gråsten Slot. Teglværket fulgte med, da Staten i 1921 købte slottet af hans dødsbo, men det blev hurtigt solgt videre til en privat ejer. Teglværket beskæftiger 14 medarbejdere og producerer 25 millioner sten om året.
- Promenadebroen i havnen for enden af Toldbodgade
- Det tidligere Kongelige Toldkammer på Toldbodgade